# Super League 2025-2026
La Super League 2025-2026, nota come Brack.ch Super League 2025-2026 per motivi di sponsorizzazione, è la 129ª edizione della massima divisione del campionato svizzero di calcio, la 23ª edizione sotto l'attuale denominazione. Il campionato è iniziato il 25 luglio 2025 e finirà il 17 maggio 2026.
La squadra campione in carica è il Basilea.

## Stagione

### Novità
Dalla Super League 2024-2025 è stato retrocesso in cadetteria l'Yverdon, classificatosi all'ultimo posto, mentre dalla Challenge League 2024-2025 è stato promosso il Thun, vincitore della competizione.

### Formato
Le 12 squadre partecipanti giocano un girone all'italiana con partite di andata, ritorno e andata, per un totale di 33 giornate, che si concluderanno ad aprile 2026. Al termine di esse il campionato è diviso in due gironi, ognuno da sei squadre, che giocano sola andata per un totale di 5 ulteriori giornate.
La prima classificata del girone scudetto è campione di Svizzera e si qualifica per la UEFA Champions League 2026-2027 insieme con la seconda, mentre la terza si qualifica per la UEFA Europa League 2026-2027 e la quarta per la UEFA Conference League 2026-2027. L'ultima classificata del girone retrocessione è invece retrocessa in Challenge League, mentre la penultima gioca uno spareggio promozione/retrocessione per la permanenza in massima serie.

## Squadre partecipanti
| Club         | Stagione | Città      | Stadio                | Stagione precedente                    |
| ------------ | -------- | ---------- | --------------------- | -------------------------------------- |
| Basilea      | dettagli | Basilea    | St. Jakob-Park        | 1º posto in Super League               |
| Grasshoppers | dettagli | Zurigo     | Stadio Letzigrund     | 11º posto in Super League              |
| Losanna      | dettagli | Losanna    | Stade de la Tuilière  | 5º posto in Super League               |
| Lucerna      | dettagli | Lucerna    | Swissporarena         | 6º posto in Super League               |
| Lugano       | dettagli | Lugano     | Stadio di Cornaredo   | 4º posto in Super League               |
| San Gallo    | dettagli | San Gallo  | Kybunpark             | 7º posto in Super League               |
| Servette     | dettagli | Ginevra    | Stade de Genève       | 2º posto in Super League               |
| Sion         | dettagli | Sion       | Stade de Tourbillon   | 8º posto in Super League               |
| Thun         | dettagli | Thun       | Stockhorn Arena       | 1º posto in Challenge League, promosso |
| Winterthur   | dettagli | Winterthur | Stadion Schützenwiese | 10º posto in Super League              |
| Young Boys   | dettagli | Berna      | Stade de Suisse       | 3º posto in Super League               |
| Zurigo       | dettagli | Zurigo     | Stadio Letzigrund     | 6º posto in Super League               |

## Allenatori e primatisti
| Squadra      | Allenatore            | Calciatore più presente | Cannoniere                                                               |
| ------------ | --------------------- | ----------------------- | ------------------------------------------------------------------------ |
| Basilea      | Ludovic Magnin        |                         | Philip Otele, Xherdan Shaqiri (2)                                        |
| Grasshoppers | Gerald Scheiblehner   |                         | Nikolas Muci, Luke Plange, Maksim Paskotsi, Saulo Decarli (1)            |
| Losanna      | Peter Zeidler         |                         | Mamadou Kaly Sene (3)                                                    |
| Lucerna      | Mario Frick           |                         | Adrian Grbić, Lucas Ferreira (2)                                         |
| Lugano       | Mattia Croci-Torti    |                         | Ousmane Doumbia, Anto Grgić, Antonios Papadopoulos, Giōrgos Koutsias (1) |
| San Gallo    | Enrico Maaßen         |                         | Willem Geubbels, Alessandro Vogt (3)                                     |
| Servette     | Thomas Häberli        |                         | Samuel Mráz, Miroslav Stevanović, Lamine Fomba (1)                       |
| Sion         | Didier Tholot         |                         | Rilind Nivokazi, Josias Lukembila (2)                                    |
| Thun         | Mauro Lustrinelli     |                         | Christopher Ibayi (3)                                                    |
| Winterthur   | Ulrich Forte          |                         | Brian Beyer, Christian Gomis, Remo Arnold (1)                            |
| Young Boys   | Giorgio Contini       |                         | Darian Males (2)                                                         |
| Zurigo       | Mitchell van der Gaag |                         | Steven Zuber, Damienus Reverson, Bledian Krasniqi, Jorge Segura (1)      |

## Stagione regolare

### Classifica finale
|  | Pos. | Squadra      | Pt | G | V | N | P | GF | GS | DR |
|  | ---- | ------------ | -- | - | - | - | - | -- | -- | -- |
|  | 1.   | San Gallo    | 9  | 3 | 3 | 0 | 0 | 11 | 2  | +9 |
|  | 2.   | Thun         | 9  | 3 | 3 | 0 | 0 | 6  | 3  | +3 |
|  | 3.   | Sion         | 7  | 3 | 2 | 1 | 0 | 7  | 2  | +5 |
|  | 4.   | Basilea      | 6  | 4 | 2 | 0 | 2 | 8  | 7  | +1 |
|  | 5.   | Young Boys   | 5  | 4 | 1 | 2 | 1 | 5  | 6  | -1 |
|  | 6.   | Lucerna      | 4  | 3 | 1 | 1 | 1 | 5  | 5  | 0  |
|  | 7.   | Zurigo       | 4  | 3 | 1 | 1 | 1 | 5  | 5  | 0  |
|  | 8.   | Losanna      | 3  | 3 | 1 | 0 | 2 | 5  | 6  | -1 |
|  | 9.   | Lugano       | 3  | 3 | 1 | 0 | 2 | 4  | 7  | -3 |
|  | 10.  | Grasshoppers | 1  | 3 | 0 | 1 | 2 | 4  | 6  | -2 |
|  | 11.  | Servette     | 1  | 3 | 0 | 1 | 2 | 3  | 8  | -5 |
|  | 12.  | Winterthur   | 1  | 3 | 0 | 1 | 2 | 3  | 9  | -6 |

Legenda:
      Ammessa al Gruppo Champions.
      Ammessa al Gruppo Retrocessione.
Note:
Tre punti a vittoria, uno a pareggio, zero a sconfitta.
In caso di arrivo di due o più squadre a pari punti, la graduatoria verrà stilata in base ai seguenti criteri:
- Differenza reti generale.
- Reti realizzate in generale.
- Differenza reti negli scontri diretti.
- Maggior numero di reti in trasferta.
- Sorteggio.

## Risultati

### Tabellone

#### Primo e secondo turno
|              | BAS | GCZ | LS  | LUZ | LUG | SG  | SFC | SIO | THU | WIN | YB  | FCZ |
| ------------ | --- | --- | --- | --- | --- | --- | --- | --- | --- | --- | --- | --- |
| Basilea      | ——— | 2-1 |     |     |     |     |     |     |     |     | 4-1 |     |
| Grasshoppers |     | ——— |     | 2-3 |     |     |     |     |     |     |     |     |
| Losanna      |     |     | ——— |     |     |     |     |     |     | 3-2 |     | 1-2 |
| Lucerna      |     |     |     | ——— |     |     |     |     | 1-2 |     |     | 1-1 |
| Lugano       | 3-1 |     |     |     | ——— |     |     |     | 1-2 |     |     |     |
| San Gallo    | 2-1 |     |     |     |     | ——— |     |     |     | 5-0 |     |     |
| Servette     |     | 1-1 |     |     |     | 1-4 | ——— |     |     |     |     |     |
| Sion         |     |     |     |     | 4-0 |     |     | ——— |     |     |     |     |
| Thun         |     |     | 2-1 |     |     |     |     |     | ——— |     |     |     |
| Winterthur   |     |     |     |     |     |     |     |     |     | ——— | 1-1 |     |
| Young Boys   |     |     |     |     |     |     | 3-1 | 0-0 |     |     | ——— |     |
| Zurigo       |     |     |     |     |     |     |     | 2-3 |     |     |     | ——— |

### Terzo turno
|              | BAS | GCZ | LS  | LUZ | LUG | SG  | SFC | SIO | THU | WIN | YB  | FCZ |
| ------------ | --- | --- | --- | --- | --- | --- | --- | --- | --- | --- | --- | --- |
| Basilea      | ——— |     |     |     |     |     |     |     |     |     |     |     |
| Grasshoppers |     | ——— |     |     |     |     |     |     |     |     |     |     |
| Losanna      |     |     | ——— |     |     |     |     |     |     |     |     |     |
| Lucerna      |     |     |     | ——— |     |     |     |     |     |     |     |     |
| Lugano       |     |     |     |     | ——— |     |     |     |     |     |     |     |
| San Gallo    |     |     |     |     |     | ——— |     |     |     |     |     |     |
| Servette     |     |     |     |     |     |     | ——— |     |     |     |     |     |
| Sion         |     |     |     |     |     |     |     | ——— |     |     |     |     |
| Thun         |     |     |     |     |     |     |     |     | ——— |     |     |     |
| Winterthur   |     |     |     |     |     |     |     |     |     | ——— |     |     |
| Young Boys   |     |     |     |     |     |     |     |     |     |     | ——— |     |
| Zurigo       |     |     |     |     |     |     |     |     |     |     |     | ——— |

## Seconda fase
Le squadre cominciano la seconda fase con gli stessi punti conquistati nella stagione regolare.

### Gruppo Champions
|  | Pos. | Squadra     | Pt | G | V | N | P | GF | GS | DR |
|  | ---- | ----------- | -- | - | - | - | - | -- | -- | -- |
|  | 1.   | Sconosciuta | 0  | 0 | 0 | 0 | 0 | 0  | 0  | 0  |
|  | 2.   | Sconosciuta | 0  | 0 | 0 | 0 | 0 | 0  | 0  | 0  |
|  | 3.   | Sconosciuta | 0  | 0 | 0 | 0 | 0 | 0  | 0  | 0  |
|  | 4.   | Sconosciuta | 0  | 0 | 0 | 0 | 0 | 0  | 0  | 0  |
|  | 5.   | Sconosciuta | 0  | 0 | 0 | 0 | 0 | 0  | 0  | 0  |
|  | 6.   | Sconosciuta | 0  | 0 | 0 | 0 | 0 | 0  | 0  | 0  |

Legenda:
      Campione di Svizzera e ammessa agli spareggi della UEFA Champions League 2026-2027.
      Ammessa al secondo turno di qualificazione della UEFA Champions League 2026-2027.
      Ammessa al secondo turno di qualificazione della UEFA Europa League 2026-2027.
      Ammessa al secondo turno di qualificazione della UEFA Conference League 2026-2027.
Regolamento:
Tre punti per la vittoria, uno per il pareggio, zero per la sconfitta.

### Gruppo salvezza
Le squadre mantengono i punti conquistati nella stagione regolare.
|  | Pos. | Squadra     | Pt | G | V | N | P | GF | GS | DR |
|  | ---- | ----------- | -- | - | - | - | - | -- | -- | -- |
|  | 7.   | Sconosciuta | 0  | 0 | 0 | 0 | 0 | 0  | 0  | 0  |
|  | 8.   | Sconosciuta | 0  | 0 | 0 | 0 | 0 | 0  | 0  | 0  |
|  | 9.   | Sconosciuta | 0  | 0 | 0 | 0 | 0 | 0  | 0  | 0  |
|  | 10.  | Sconosciuta | 0  | 0 | 0 | 0 | 0 | 0  | 0  | 0  |
|  | 11.  | Sconosciuta | 0  | 0 | 0 | 0 | 0 | 0  | 0  | 0  |
|  | 12.  | Sconosciuta | 0  | 0 | 0 | 0 | 0 | 0  | 0  | 0  |

Legenda:
 Ammessa allo spareggio promozione-retrocessione.
      Retrocessa in Challenge League 2026-2027.
Note:
Tre punti a vittoria, uno a pareggio, zero a sconfitta.

## Spareggi

### Spareggio promozione/retrocessione
Allo spareggio partecipano l'undicesima classificata in Super League e la seconda classificata in Challenge League.
|             | Risultati |             | Luogo e data |
| ----------- | --------- | ----------- | ------------ |
| Sconosciuta | -         | Sconosciuta |              |
| Sconosciuta | -         | Sconosciuta |              |
|             |           |             |              |

## Statistiche

### Squadre

#### Capoliste solitarie
|    | —— | —— | —— | —— | —— | —— | —— | —— | ——  | ——  | ——  | ——  | ——  | ——  | ——  | ——  | ——  | ——  | ——  | ——  | ——  | ——  | ——  | ——  | ——  | ——  | ——  | ——  | ——  | ——  | ——  | ——  | ——  | ——  | ——  | ——  | ——  | —— |  |
|    |    |    |    |    |    |    |    |    |     |     |     |     |     |     |     |     |     |     |     |     |     |     |     |     |     |     |     |     |     |     |     |     |     |     |     |     |     |    |  |
|    |    |    |    |    |    |    |    |    |     |     |     |     |     |     |     |     |     |     |     |     |     |     |     |     |     |     |     |     |     |     |     |     |     |     |     |     |     |    |  |
|    |    |    |    |    |    |    |    |    |     |     |     |     |     |     |     |     |     |     |     |     |     |     |     |     |     |     |     |     |     |     |     |     |     |     |     |     |     |    |  |
| 1ª | 2ª | 3ª | 4ª | 5ª | 6ª | 7ª | 8ª | 9ª | 10ª | 11ª | 12ª | 13ª | 14ª | 15ª | 16ª | 17ª | 18ª | 19ª | 20ª | 21ª | 22ª | 23ª | 24ª | 25ª | 26ª | 27ª | 28ª | 29ª | 30ª | 31ª | 32ª | 33ª | 34ª | 35ª | 36ª | 37ª | 38ª |    |  |

### Individuali

#### Classifica marcatori
| Gol |  |  | Giocatore             | Squadra      |
| --- |  |  | --------------------- | ------------ |
| 3   |  |  | Willem Geubbels       | San Gallo    |
| 3   |  |  | Alessandro Vogt       | San Gallo    |
| 3   |  |  | Christopher Ibayi     | Thun         |
| 3   |  |  | Mamadou Kaly Sene     | Losanna      |
| 2   |  |  | Gaoussou Diakite      | Losanna      |
| 2   |  |  | Leonardo Bertone      | Thun         |
| 2   |  |  | Philip Otele          | Basilea      |
| 2   |  |  | Adrian Grbić          | Lucerna      |
| 2   |  |  | Rilind Nivokazi       | Sion         |
| 2   |  |  | Josias Lukembila      | Sion         |
| 2   |  |  | Darian Males          | Young Boys   |
| 2   |  |  | Xherdan Shaqiri       | Basilea      |
| 2   |  |  | Aliou Baldé           | San Gallo    |
| 2   |  |  | Lucas Ferreira        | Lucerna      |
| 1   |  |  | Steven Zuber          | Zurigo       |
| 1   |  |  | Damienus Reverson     | Zurigo       |
| 1   |  |  | Winsley Boteli        | Sion         |
| 1   |  |  | Lukas Görtler         | San Gallo    |
| 1   |  |  | Matteo Di Giusto      | Lucerna      |
| 1   |  |  | Nikolas Muci          | Grasshoppers |
| 1   |  |  | Luke Plange           | Grasshoppers |
| 1   |  |  | Christian Fassnacht   | Young Boys   |
| 1   |  |  | Samuel Mráz           | Servette     |
| 1   |  |  | Alan Virginius        | Young Boys   |
| 1   |  |  | Brian Beyer           | Winterthur   |
| 1   |  |  | Christian Gomis       | Winterthur   |
| 1   |  |  | Ousmane Doumbia       | Lugano       |
| 1   |  |  | Edimilson Fernandes   | Young Boys   |
| 1   |  |  | Remo Arnold           | Winterthur   |
| 1   |  |  | Miroslav Stevanović   | Servette     |
| 1   |  |  | Maksim Paskotsi       | Grasshoppers |
| 1   |  |  | Genís Montolio        | Thun         |
| 1   |  |  | Umeh Emmanuel         | Zurigo       |
| 1   |  |  | Benjamin Kololli      | Sion         |
| 1   |  |  | Ilyas Chouaref        | Sion         |
| 1   |  |  | Kevin Carlos          | Basilea      |
| 1   |  |  | Metinho               | Basilea      |
| 1   |  |  | Carlo Boukhalfa       | San Gallo    |
| 1   |  |  | Corsin Konietzke      | San Gallo    |
| 1   |  |  | Bledian Krasniqi      | Zurigo       |
| 1   |  |  | Jorge Segura          | Zurigo       |
| 1   |  |  | Anto Grgić            | Lugano       |
| 1   |  |  | Antonios Papadopoulos | Lugano       |
| 1   |  |  | Albian Ajeti          | Basilea      |
| 1   |  |  | Giōrgos Koutsias      | Lugano       |
| 1   |  |  | Saulo Decarli         | Grasshoppers |
| 1   |  |  | Lamine Fomba          | Servette     |